# Stenoplax fallax
Stenoplax fallax är en blötdjursart som först beskrevs av Carpenter in Pilsbry 1892.  Stenoplax fallax ingår i släktet Stenoplax och familjen Ischnochitonidae. Inga underarter finns listade i Catalogue of Life.